# Euxoa inscripta
Euxoa inscripta är en fjärilsart som beskrevs av Lafontaine 1981. Euxoa inscripta ingår i släktet Euxoa och familjen nattflyn. Inga underarter finns listade i Catalogue of Life.